# Aloysius Paul Grafenberger
Aloysius Paul Grafenberger (* 1. September 1901 in Wiesbaden; † 8. Januar 1966 in Frankfurt) war von 1937 bis 1966 Pfarrer der Gemeinden Rembrücken und Hainhausen (Hessen), außerdem Kaplan in Offenbach am Main, Mainz, Mühlheim und Bingen. Als abweichende Schreibweisen sind auf seinem Grab Aloys und in verschiedenen Veröffentlichungen Alois zu finden.

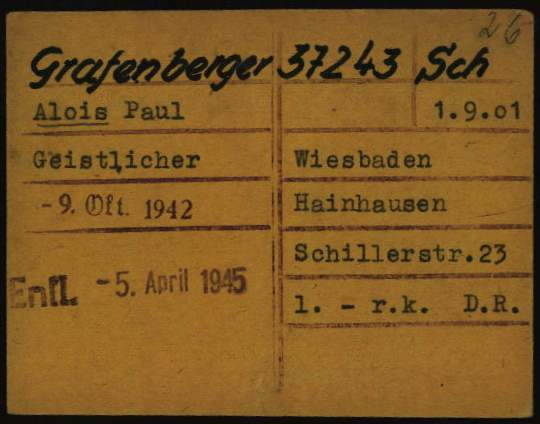
Registrierungskarte von Aloysius Paul Grafenberger als Gefangener in nationalsozialistischen Konzentrationslager Dachau

Grafenberger predigte während der Zeit des Nationalsozialismus über die Missstände und Ungerechtigkeiten, sowie über die Kriegspolitik  des damaligen Regimes. 1942 führte ihn die Gestapo aus dem Pfarrhaus in Hainhausen ab. Nach einem Verhör in Offenbach wurde er am 8. Oktober 1942 ohne Prozess ins KZ Dachau gebracht, wo er bis 1945 interniert war.
Während seiner Priesterweihe, 1927 im Dom von Mainz, lautet sein Primiz-Vers: 
Nicht ihr habt mich erwählt, sondern ich habe euch erwählt und dazu bestimmt, dass ihr euch aufmacht und Frucht bringt und dass eure Frucht bleibt. Dann wird euch der Vater alles geben, um was ihr ihn in meinem Namen bittet (Joh 15,16).
Zum damaligen Zeitpunkt wusste Aloysius Paul Grafenberger noch nicht, welche Bedeutung dieses Zitat aus der Bibel einmal für ihn haben würde.
Heute gilt Grafenberger als regionaler Widerstandskämpfer. Zur Erinnerung wurden nach ihm in Hainhausen eine Straße benannt und ein Gedenkstein entworfen und an einer äußeren Ecke der Kirche Mariä Opferung in Rembrücken aufgestellt. Seine letzte Ruhestätte hat er auf dem Friedhof in Hainhausen gefunden.